# Cueva de Blombos

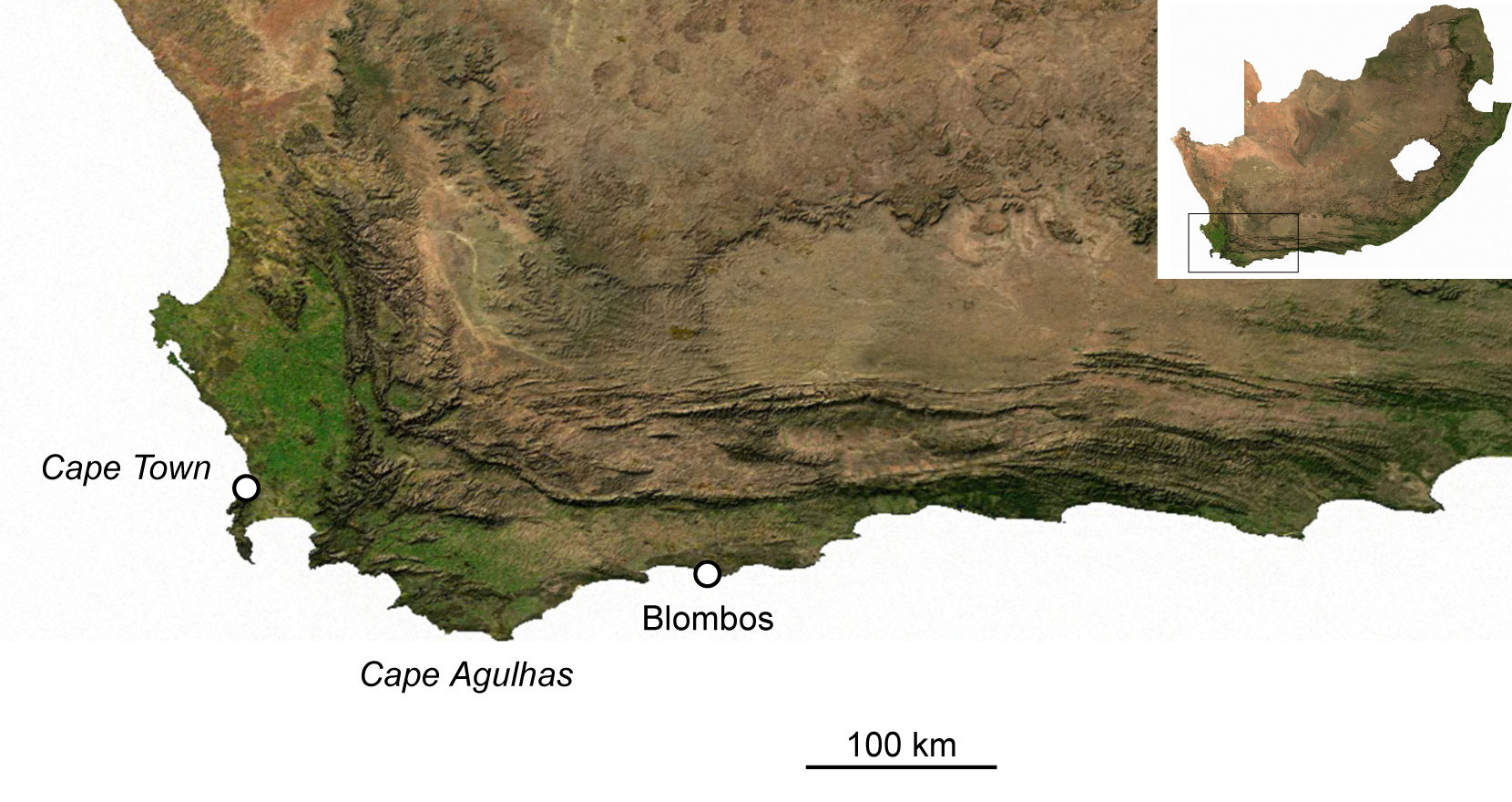
Mapa de la localización de la cueva de Blombos.

La Cueva de Blombos es una cueva en un arrecife de arenisca calcarenítica en la costa del cabo sur de Sudáfrica. Es un yacimiento arqueológico que saltó a la fama por el descubrimiento de piezas de ocre de 76 000 años de antigüedad grabadas con diseños abstractos y cuentas hechas de valvas de Nassarius, así como herramientas de hueso de 80 000 años de antigüedad. Se han descubierto evidencias de marisqueo y posiblemente pesca, y el asentamiento data de hace 140 000 años.

## Introducción

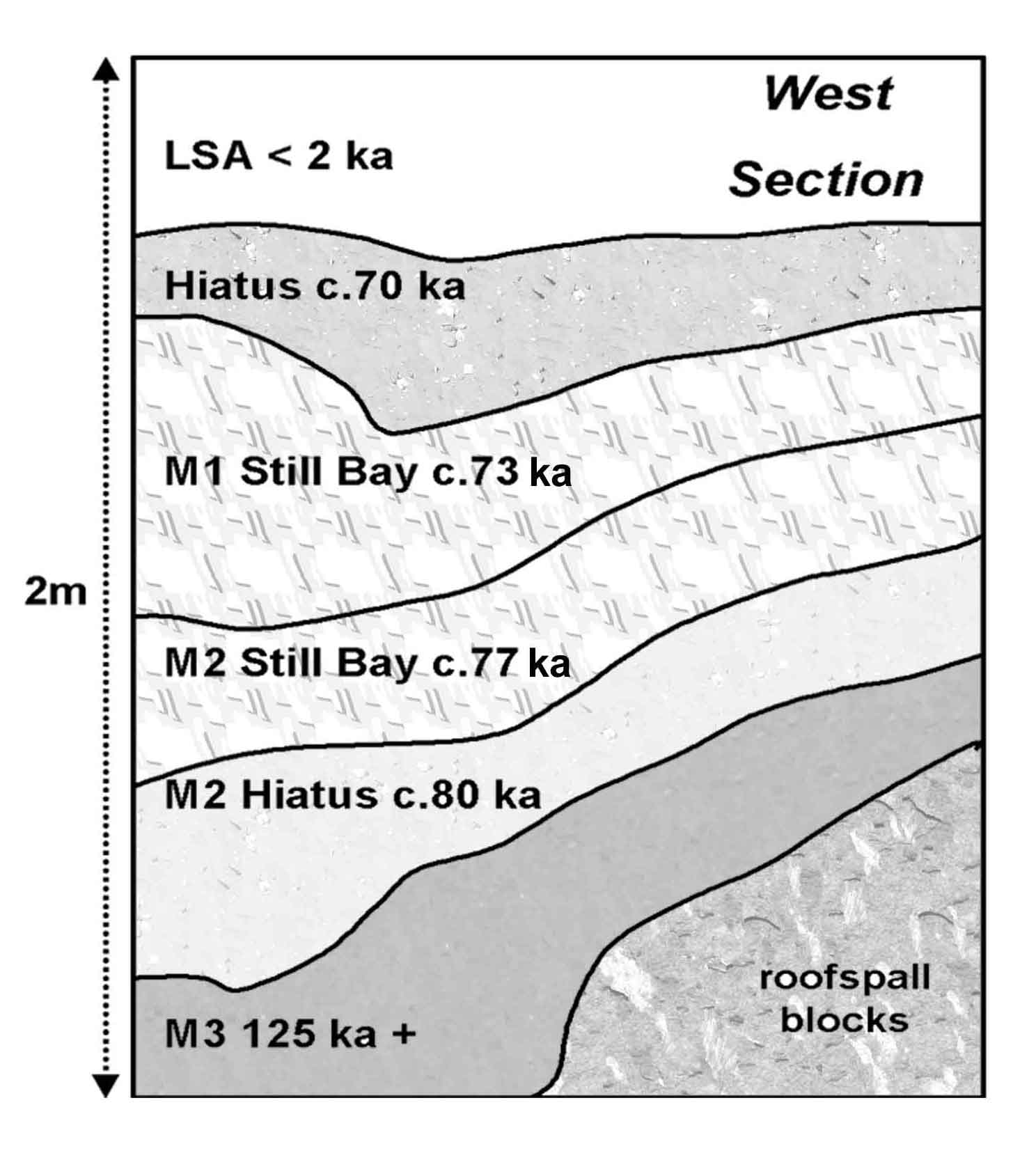
Estratigrafía y datación de la sección occidental de la cueva de Blombos.

Las excavaciones llevadas a cabo en la cueva de Blombos desde 1991 proporcionan instantáneas de la vida en la Edad de Piedra media en el cabo sur de Sudáfrica. Se han identificado tres fases de ocupación en ese periodo, identificadas y denominadas como M1, M2 y M3. La datación mediante métodos de luminiscencia ópticamente estimulada y termoluminiscencia han determinado las fechas de ocupación para cada fase, siendo de hace 71 000 años para la fase M1, unos 78 000 años para la fase M2 y entre 100 000 y 140 000 años para la fase M3.
Las evidencias indican periodos de ocupación relativamente breves separados por largos periodos de desocupación, incluyendo una separación entre la ocupación entre la Edad de Piedra tardía y la media. Se han hallado herramientas de hueso, cuentas confeccionadas con caparazones de animales marinos y ocre labrado en la fase M1, herramientas de hueso en la fase M2 superior, y considerables cantidades de ocre y herramientas asociadas a su manufactura en la fase M3.

## Historia de la excavación y estratigrafía

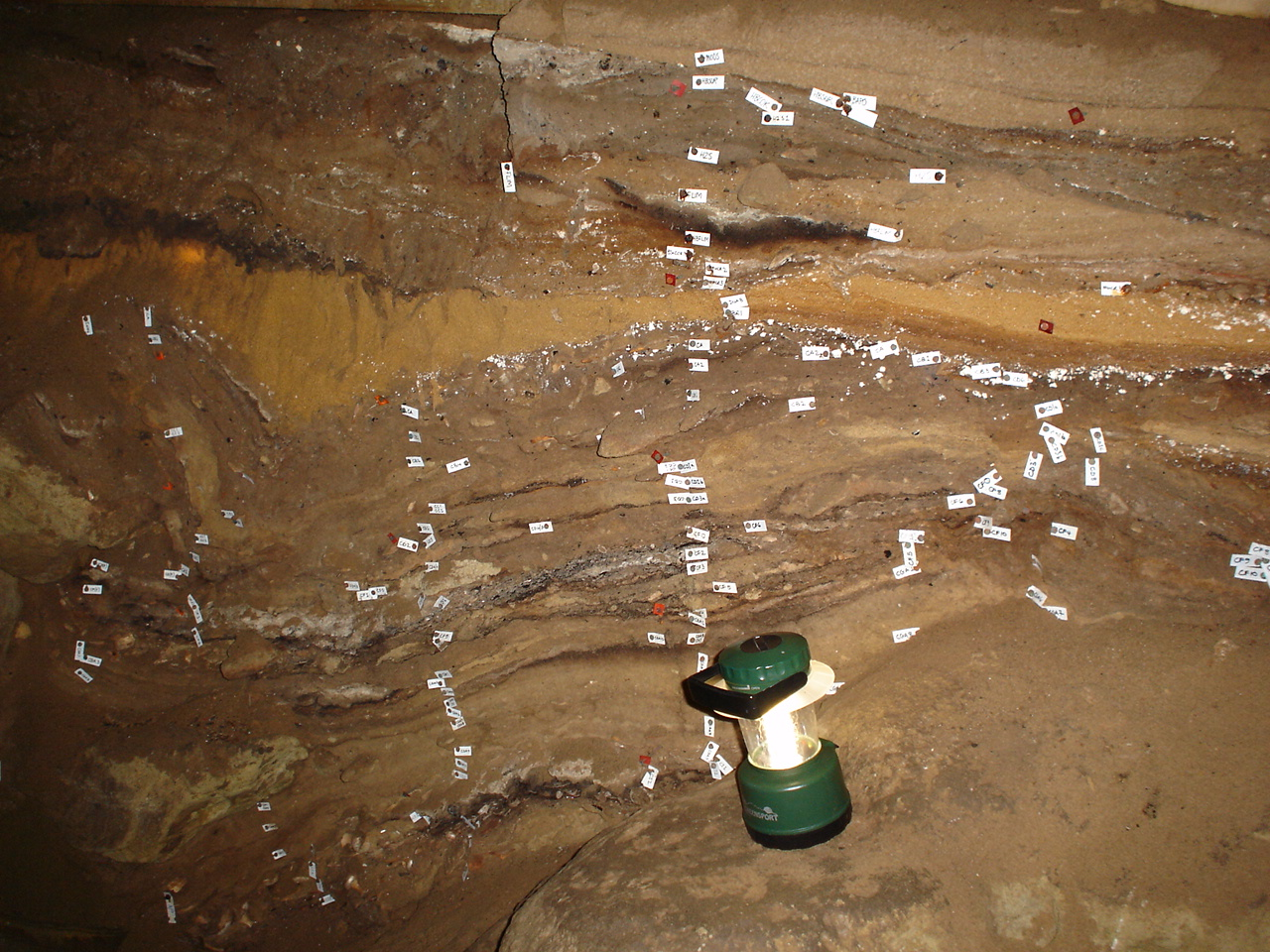
Capas de los depósitos de la cueva

La cueva de Blombos se encuentra a unos 100 m de la costa sobre el nivel del mar. La cueva se encuentra en un corte ondulado sobre depósitos eólicos de la formación Wankoe, del Mioceno-Plioceno. Los depósitos internos de la cueva, incluyendo los que se encuentran en recesión, cubre más de 80 m². Se han excavado unos 20 m² correspondientes a la Edad de Piedra media a una profundidad de 2 m bajo la superficie original. La historia de los depósitos de este periodo es complejo, siendo probablemente un poco antes de la acumulación de los grandes de calcreta del techo de la fase M3 hasta los 3 m de espesor fueron eliminados creando una superficie del suelo variable y desigual. Posteriores desprendimientos sobre los depósitos de la Edad de Piedra media tuvieron lugar tras la ocupación de la fase M3 en torno a los 130-140 ka.
Las siguientes ocupaciones humanas esparcieron detritos sobre estos bloques y a su alrededor con alturas de más de 2 m. La compactación ha provocado que estos depósitos cubran todo el entorno con grandes esquirlas con algunos ejemplos situados en capas casi verticales. Próximo a la parte posterior y lateral de la pared de la cueva los depósitos de la Edad de Piedra media se han hundido en algunos casos, dejando una brecha que posteriormente se rellenó con depósitos de la Edad de Piedra superior. En otros lugares, grandes bloques se han deslizado o roto provocando deslizamientos de los depósitos y rellenados. A pesar de estas anomalías, la mayor parte de los depósitos de la Edad de Piedra media se encuentran in situ y sin alteraciones. Al identificar y excluir el material de áreas contaminadas, los arqueólogos confían en la integridad de más del 95 % del material recuperado de esta época.

## Artefactos y fauna

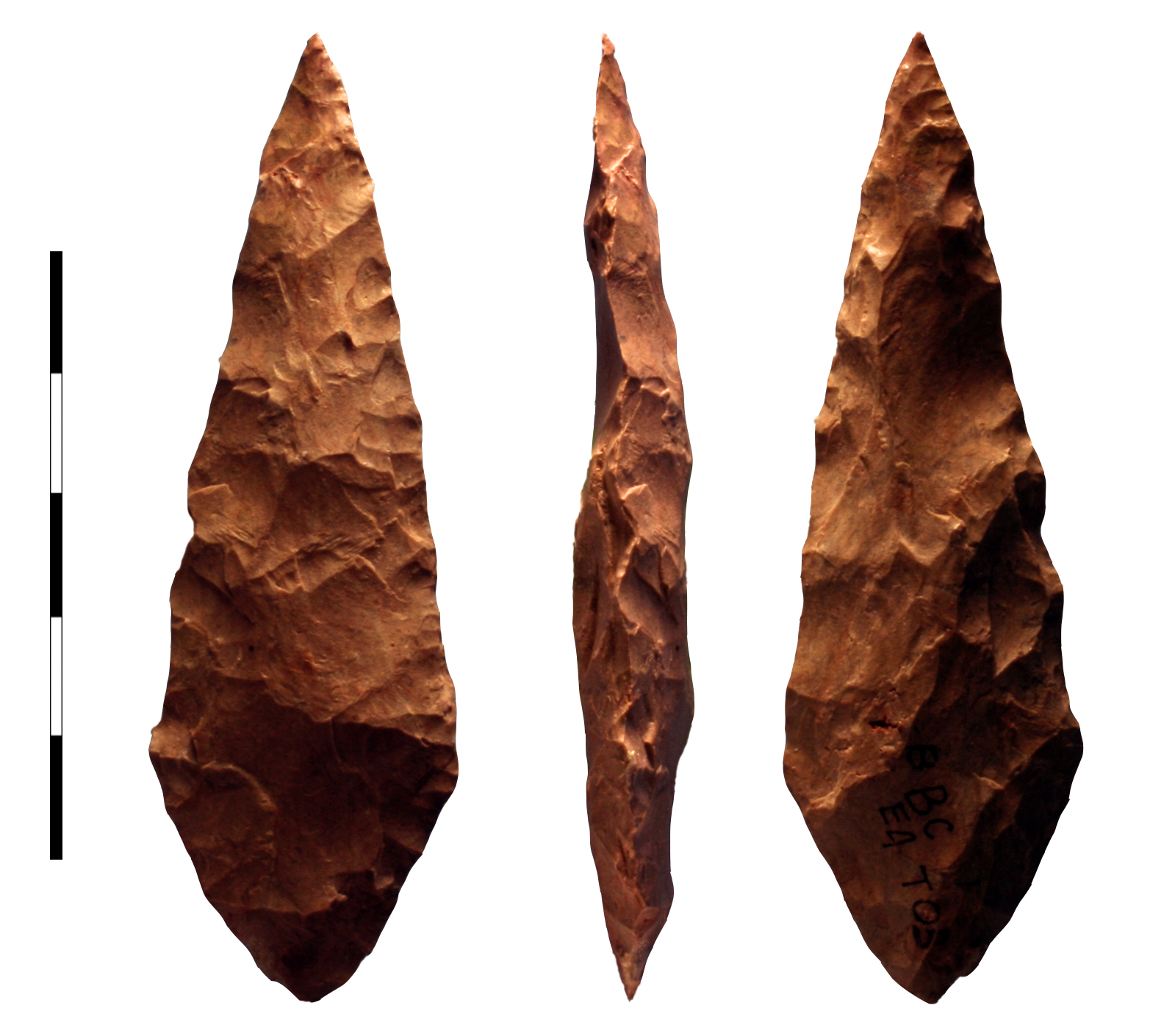
Punta bifaz de silcreta de la fase M1 de la Cueva Blombos.

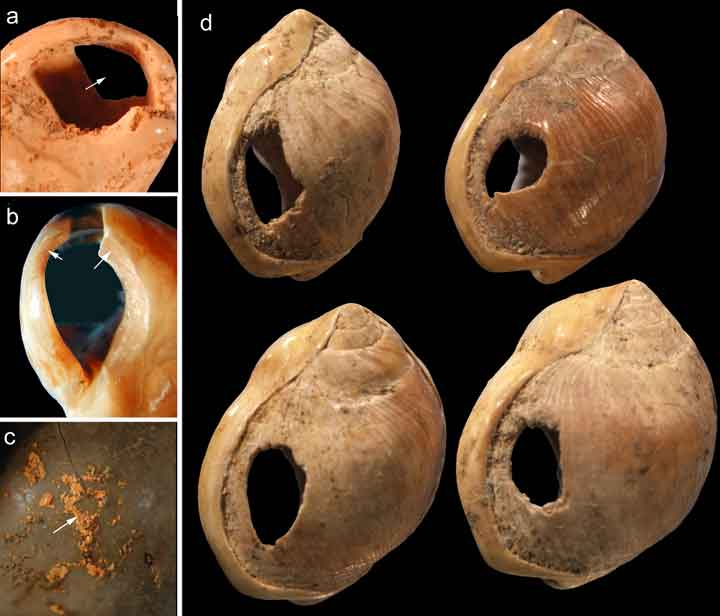
Cuentas de caparazones de Nassarius kraussianus de 75 000 años en los la cueva de Blombos. a) apertura fabricada con una herramienta de hueso. b) facetas aplanadas producidas por el desgaste por uso, probablemente al chocar las cuentas una contra otra, con el colgante o con el cuello. c) Trazas de ocre en el interior de un caparazón, probablemente transferidas por el cuerpo de quien las portaba. d) Vista exterior de las cuentas de caparazones.

Los marcadores principales de la fase M1 son las puntas bifaces foliadas, típicas de Stillbay, ambas completas y en varios estadios de manufactura. Se han recuperado más de 400. La silcreta es la materia prima dominante y la fuente más cercana se encuentra aproximadamente a 30 km. Se encuentran grandes cantidades de pequeñas lascas, lo que indica la producción in situ de estos artefactos. Algunas de las puntas muestran fracturas que se interpretan como el resultado de su uso en lanzas. De acuerdo con un estudio experimental de las puntas, podrían haber adquirido la forma mediante talla por presión, una técnica que previamente se creía que apareció por primera vez en Europa hace 20 000 años como parte de la cultura solutrense.
Se han recuperado más de 60 cuentas fabricadas a partir del gasterópodo Nassarius kraussianus. Veintisiete de estas cuentas podrían derivar de un único ornamento personal. Cuatro trozos de ocre grabados con patrones geométricos y más de 15 herramientas de hueso proceden de la fase M1. Los marcadores de la fase M2 son más de 20 herramientas de hueso y una marcada reducción en la tecnología de los bifaces. En la fase M3 la talla de bifaces y las herramientas de hueso desaparecen. La silcreta aún es dominante pero se encuentran menos herramientas retocadas. El ocre estriado, particularmente en forma de grandes pedazos, es común en estos niveles. Las herramientas para procesar el ocre incluyen piedras de afilar y percutores. Las capas inferiores se caracterizan por densos concheros con grandes hogares de fuego.
Los restos de fauna de las tres fases muestran que se explotaba un amplio rango de recursos terrestres. Más de mil huesos de peces, muchos de ellos de ejemplares grandes, caparazones marinos, pinnípedos y delfines atestiguan de la presencia de una explotación extensiva de recursos acuáticos y sugieren pautas de exploración no muy diferentes de las de poblaciones de la Edad de Piedra tardía presentes en la región. Se han recuperado nueve dientes humanos, la mayor parte de leche, de los niveles de la Edad de Piedra media, pero ningún material esquelético. Los dientes probablemente derivan de individuos bastante gráciles y son similares a muestras halladas en las Cuevas del río Klasies y De Kelders.

## Ocre tallado y su interpretación
Las piezas de ocre de las poblaciones de la cueva de Blombos son reconocidas como las obras de arte más antiguas que se conocen, pero son mucho más sencillas que las pinturas de la cueva y las figurillas encontradas en Europa hace 40 000 años.
Actualmente, la datación del ocre tallado ha sido firmemente establecida. El uso del simbolismo abstracto en las piezas y la presencia de un complejo utillaje sugieren que las poblaciones del Paleolítico medio se comportaban según un patrón cognitivo moderno y contaban con las ventajas de un lenguaje sintáctico al menos desde hace 80 000 años.

## Actividad humana

### Restos
Los restos humanos de la cueva incluyen cuatro dientes encontrados en 1998, de los cuales dos eran decíduos y dos eran coronas incompletas de premolares permanentes. Las marcas en los premolares indicaban el uso de mondadientes. Otras cinco piezas dentales fueron desenterradas entre 1999 y 2000.

### Utillaje
En 2010, un estudio realizado por Vincent Mourre bajo el patrocinio de la Universidad de Toulouse encontraron pruebas de que los humanos prehistóricos habían utilizado la técnica de la talla por presión para dar forma a las piedras y convertirlas en herramientas. Los investigadores habían dicho que los restos de puntas de piedra, probablemente usados como lanzas, que fueron talladas probablemente empleando la talla por presión, databan de hace 75 000 años. Previamente se pensaba que esta técnica había sido inventada hace 20 000 años en partes de Francia. El estudio examinó 127 artefactos diferentes, todos fabricados en silcreta, un material difícil de trabajar, especialmente cuando se la compara con el sílex, que era la roca en la que las evidencias previas de esta técnica habían sido comprobadas. Aproximadamente un tercio de las 127 puntas encontradas parecían haber sido talladas con esta técnica.
De acuerdo con un empleado del museo de historia natural de la Universidad de Colorado, Paola Villa, el descubrimiento del equipo francés fue «importante porque muestra que los humanos modernos de Sudáfrica tenían un repertorio sofisticado de técnicas de fabricación de herramientas en una edad muy temprana».  No obstante, Curtis Marean, un arqueólogo de la Universidad Estatal de Arizona dijo que aunque los resultados eran plausibles, continúa sin convencerse de que los investigadores hayan basado sus conclusiones en datos matemáticos, expresando la preocupación de que los resultados se basaran demasiado en observaciones subjetivas de las herramientas descubiertas.
El estudio de Mourre de la Universidad de Toulouse sigue a otro estudio anterior realizado en 2008 por Zenobia Jacobs, de la Universidad de Wollongong, Australia quien dató la silcreta de las herramientas de Stillbay con una antigüedad de 71 000-71 900 años, aumentando la antigüedad del equipo de Mourre si la datación se acepta.

## Paleoambiente
La ocupación de la fase M1 (estadio isotópicode oxígeno 5a/4) tiene lugar durante un periodo de descenso del nivel del mar de 60 - 70 m con respecto al presente, que fue un periodo más frío que durante M2. Se encuentran restos de Donax serra en la fase M1, lo que sugiere que la cueva estaría situada frente a la costa. Las ocupaciones de la fase M2 se encuentran en OI 5a con niveles del mar 25 m menores que en el presente, y una línea de costa a 5 km de la actual. Se encuentran densidades intermedias de caparazones (38 kg/m³). Las condiciones climáticas podrían haber sido más cálidas y suaves que durante la ocupación en M1. La parte superior de la fase M3 (capas CH/CI) tienen acumulaciones de caparazones muy altas (68,4 kg/m³), lo cual sugiere que los niveles del mar eran similares al presente. 
Estos niveles superiores verosímilmente se encuentran entre el periodo emiense (OI 5d; c. 100 ka). Las temperaturas eran probablemente de entre 1 a 2 °C más cálidas que en la actualidad con niveles del mar más elevados (+3 m).